# San Bartolomé Perulapía
San Bartolomé Perulapía es un distrito del municipio de Cuscatlan Norte en el departamento de Cuscatlán, El Salvador. Según el censo oficial de 2024, tiene una población de 7.681 habitantes.

## Historia
La localidad era parte de tres pueblos pipiles llamados pululapan, a inicios de la llegada de los conquistadores españoles al actual territorio salvadoreño. Las aldeas fueron diferenciadas por los europeos como San Martín, San Pedro y San Bartolomé Perulapán, también llamado Pululapía y transformado en Perulapía. Para 1770, Pedro Cortés y Larraz estimó su población en 421 indios y 6 ladinos de población, repartidos respectivamente en 146 y 1 familias. La localidad ingresó al partido de Cojutepeque como parte de la Intendencia de San Salvador en 1786. 
Perteneció al departamento de San Salvador desde 1824 hasta 1835, año en el que pasó a Cuscatlán. 
El alcalde electo para el año de 1863 era el señor don Gregorio Domínguez.
Debido a un terremoto ocurrido en 1872, el pueblo fue trasladado a un kilómetro de su antigua ubicación. Para 1873, al crearse el municipio de Oratorio de Concepción, se vio privado de buena parte de sus tierras, por lo que fue restituida la zona conocida como Valle de Las Lomas en 1877. 
Para enero de 1888, el gobernador José María Rivas informó que en Perulapía se había terminado su iglesia y campanario y que se habían reparado y adornado con pintura los edificios municipales de escuela, delineando también algunas calles.
Su población era de 960 habitantes en 1890. El título de villa lo obtuvo en el año 1959.
Además de un terremoto que ocurrió en 1960 en el cual fallecieron 387 habitantes.

## Información general
El distrito cubre un área de 12,31 km², y la cabecera tiene una altitud de 665 m s. n. m. (metros sobre el nivel del mar). Las fiestas patronales son celebradas el mes de enero en honor al Señor de Esquipulas. Y el mes de agosto sus fiestas titulares de celebran en honor a San Bartolomé Apóstol El topónimo Perulapía tiene los significados de ‘El Guardián de las Aguas Lodosas’ o ‘El Guardián del Río Sucio’.

## Galería

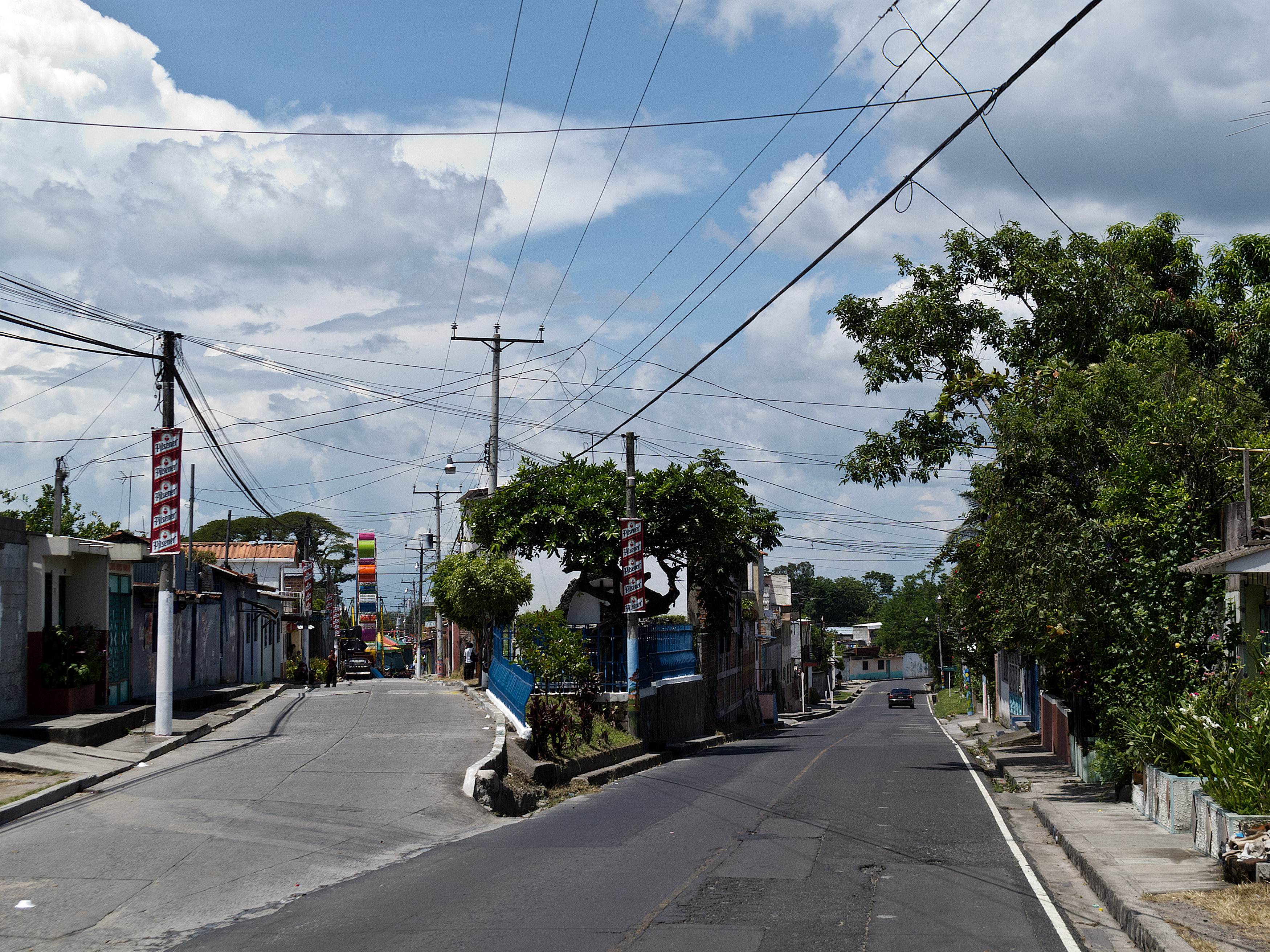
La entrada a San Bartolomé Perulapía desde la carretera a Suchitoto.